# تقاطع موفقیت بزرگ
تقاطع موفقیت بزرگ (به ژاپنی: 功名が辻) نام یک مجموعه تلویزیونی تاریخی و چهل و پنجمین سری از فیلم‌های مجموعه تلویزیونی تایگا است. این مجموعه توسط ان‌اچ‌کی در سال ۲۰۰۶ میلادی ساخته شده‌است. این مجموعه از رمان شیبا ریوتارو به نام تقاطع موفقیت بزرگ (رمان) اساس گرفته‌است. در این مجموعه نقش کنشواین شخصیت اصلی این داستان و همسر یامائوچی کاتسوتویو توسط یوکی ناکاما و نقش اودا نوبوناگا توسط هیروشی تاچی ایفا شده‌است.